# 1902 год в литературе

## Премии
- Нобелевская премия по литературе — Теодор Моммзен «За монументальный труд „Римская история“».

## Книги
- Издательство Кембриджского университета выпустило 1-й том многотомной «Кембриджской истории современности».
- «Архиерей» — рассказ Антона Чехова.
- «В тумане» — рассказ Леонида Андреева.
- «Братья Кип» — роман Жюля Верна.
- «Монна Ванна» — историческая драма Мориса Метерлинка.
- «На дне» — пьеса Максима Горького.
- «Собака Баскервилей» (англ. The Hound of the Baskervilles) — детективная повесть Артура Конан Дойля.
- «Сокровенный храм» — произведение Мориса Метерлинка.
- «Цветы ада» — повесть японского писателя Кафу Нагаи.
- «Четырнадцатое июля» — пьеса Ромена Роллана.

## Родились
- 29 марта — Марсель Эме, французский писатель (умер в 1967).
- 12 июля — Пётр Голота, украинский советский писатель, поэт, публицист (умер в 1949).
- 15 июля — Николай Иванович Кочин, русский советский писатель (умер в 1983).
- 27 июля — Ярослав Галан, украинский драматург (умер в 1949).
- 2 октября — Ежи Завейский, польский писатель, драматург, сценарист, эссеист (умер в 1969).
- 10 октября — Сейфулла Шамилов, азербайджанский советский писатель, литературный критик, публицист, переводчик  (умер в 1974).
- 18 ноября — Жорж Алека Дамас, габонский поэт, автор государственного Гимна Габона (умер в 1982).
- 18 декабря  – Крум Велков, болгарский писатель.

## Умерли
- 21 января — Эрнст Вихерт, немецкий прозаик и драматург (род. 1831).
- 5 мая — Брет Гарт, американский писатель (родился в 1836).
- 5 мая —Юлиус-Вальдемар Гроссе, немецкий поэт, прозаик, драматург (род. 1828).
- 23 сентября – Соломон Левенталь, польский издатель и книготорговец.
- 29 сентября — Эмиль Золя, французский писатель (родился в 1840).
- 3 декабря — Генрих Ландесман, австрийский писатель, философ и поэт известный под псевдонимом Иероним Лорм (род. 1821).